# سيكون نو كويسر
سيكون نو كويسر أو (كويسر أوف ستيغماتا) (بالإنجليزية: Seikon no qwaser / Qwaser of stigmata)‏ هو مانغا وأنمي ياباني عرض الموسم الأول عام 2010 والموسم الثاني عام 2011، ويعني عنوان الأنمي حرفياً قويسر الندبة أو القويسر صاحب الندبة.

## القصة
تدور القصة حول الفتى ساشا الذي يحاول منع جماعة البارعين Adept من الحصول عل «أيقونة» تدعى Theotokos of Tsarytsin

## فكرة القصة
هي جماعة من المتدينين حسب الفكرة والدين الموجود في الأنمي وكذلك مجموعة الخارجين عن طاعتهم أو الكافرين بذلك الدين يتزعمهم ويقاتل في الجماعتين أشخاص يتحكمون بالعناصر الكيميائية.

### أقوى الشخصيات التي ظهرت في المسلسل
1. مستخدم الحديد:
2. مستخدم النحاس:
3. مستخدم الذهب:
4. مستخدم الكربون:
5. مستخدم الزئبق:
6. مستخدم الصوديوم:
7. مستخدم الأوكسجين:
8. مستخدم الرصاص:
9. مستخدم الكلور:

## مصطلحات تستخدم في الأنمي
- كويسر: هو الشخص اللذي يمتلك قوة في التحكم بعنصر كميائي معين.
- سوما: هي قوة تتدفق من صدر الإناث.
- ماريا: هي مساعدة الكويسر.

## الشخصيات
الشخصيات الرئيسية
1. ألكسندر / ساشا (Alexander "Sasha" Nikolaevich Hell): فتى يمتلك قوة التحكم في الحديد وهو طالب في الأكادمية وكذلك صديق تومو وتيريزا ومافويو، ومساعديه أيضا في المعارك ضد الزنادقة حسب أحداث المسلسل وقد هزمهم مثل: أيانا وأوتوري والقويسر الذهبي.
2. مافويو (Mafuyu Oribe): طالبة في الأكاديمية مع أصدقائها تومو وساشا وميوري وهانا، كذلك هي صديقة تريزا، ومساعدة ساشا الأساسية في معاركه، وهي من تملك قوة سيف ماريا الذي اكتشف لاحقاً.
3. تومو (Tomo Yamanobe): طالبة في الأكاديمية مع صديقتها المفضلة مافويو وساشا، وكذلك هي صديقة تريزا.
4. تيريزا (Teresa Beria): هي راهبة ومساعدة ساشا في معاركه، وهي صديقة مافويو وتومو.
5. إيكاترينا / كاتجا (Ekaterina "Katja" Kurae): فتاة صغيرة تمتلك قوة التحكم في النحاس، وهي تسيطر على روبوت اسمه ماما، وهي تعيش مع صديقتها هانا في نفس الشاقة وكذلك هي صديقة ميوري، كما أن ايكاترينا فتاة منحرفة، عرف عنها في المسلسل ساديتها.
6. هانا (Hana Katsuragi): طالبة في الأكاديمية تملك سلوك منحرف بحبها للفتيات وصديقة ايكاترينا وميوري، كما أنها تعيش مع ايكاترينا في نفس الشقة.

الشخصيات الثانوية
1. ميوري (Miyuri Tsujidō): طالبة في الأكاديمية، وهي صديقة مافويو وايكاترينا وهانا، وقد أصبحت بطلة خارقة لفترة محدودة أثناء فقدان ساشا لقوته.
2. اليزابيث / ليزي (Elizabeth / Lizzy): فتاة تملك القوة تتبع سيدها أوتوري كما كانت طالبة انتقلت إلى الأكاديمية، وهي صديقة مافويو وتومو وميوري.
3. يوري (Yuri Noda): قسيس في الكنيسة.
4. أوتوري (Shinichiro Ōtori): هو أحد الخارجين عن الطاعة وسيد ليزي وصديق يوري، وقد أصبح أستاذاً في الأكاديمية، ويمتلك قوة استخدام الصوديوم، قاتل ساشا وقتل على يديه.
5. يورادا (Urada Oikawa): هي ممرضة في الأكادمية.
6. فوميكا (Fumika Mitarai): طالبة مع مافويو وتومو في الأكاديمية.
7. متسومي (Mutsumi Sendou): صديقة تاسكي وصديقة ساشا سابقاً.
8. تاسكي (Tasuku Fujiomi): صديق متسومي.
9. ميوكي (Miyuki Seta): طالبة في أكاديمية رومان.
10. تسوباسا (Tsubasa Amano): طالبة في أكاديمية رومان.
11. أيامي (Ayame Satsuki): طالبة في أكاديمية رومان.

جماعة البارعون
1. القويسر الذهبي (Qwaser of Gold): هو زعيم الزنادقة أو مايسمى بالخارجين على الدين، وهو قاتل أوليها أخت ساشا، حاول السيطرة على سيف ماريا حاول الوصول للاسطورة، ختم روحه بعد موته، وعندما عادت سيطرت على جسد تومو، ومن خلالها قام بقتال ساشا وأثناء القتال حاول السيطرة على الروبوت وقاتل ساشا ثم هزم على يد ساشا بمساعدة مافويو.
2. نيتا / فريدريش (Friederich Tanner): هو أستاذ في الأكاديمية وأحد الزنادقة، اختطف مافويو لأنها تحمل قوة سيف ماريا، وقد تحول نيتا وأخوه جورج معاً إلى صقر عملاق ذو رأسين، وقاتلا ساشا وأصدقائه لكنهم قتلوا ثم انفجروا.
3. جورج (Georg Tanner): هو أخ نيتا وأحد الزنادقة، أتحد مع أخوه على شكل صقر وقتلا.
4. جيتا (Jita Phrygianos): هي تمتلك قوة استخدام الكربون، وهي أخت جوش، وأصبحت لاحقاً صديقة تومو ومادام ليلي (ميوري).
5. جوش (Joshua Phrygianos): هو أخو جيتا وصديق تومو.
6. ميلك (Milk): فتاة صغيرة ترتدي قناع الغاز.
7. أيانا (Ayana Minase): طالبة في الأكاديمية مع تومو ومافويو. وتملك قوة التحكم في المغنسيوم.
8. وان شين (Wan Chen): شخص يمتلك قوة التحكم في السليكون.
9. يوو (Yū Kuchiba): شخص يمتلك قوة التحكم في الرياح، وهو أخو أوي.
10. أوي (Aoi Kuchiba): أخت يوو.
11. إيفا سيلفر (Eva Silver): هي معلمة، لكنها شريرة، وقوتها استخدام الزئبق.
12. كروا (Croa): شخص يمتلك قوة استخدام الكلور.
13. جاكال (Jackal): هو قناص يستخدم الرصاص.
14. فورو (Furu): شخص غامض وخادم القويسر الذهبي المخلص.

شخصيات أخرى
1. نيكوما (Nikuma)
2. يومي (Yumii)
3. نامي (Nami)
4. أستارت (Astarte)
5. موينو (Moeno)
6. لولو (Lulu)
7. ميزاكي (Mizaki)

## الحلقات
الموسم الأول
| رقم الحلقة | الشخصيات المميزة في الحلقة                                                                        | بعض أحداث الحلقة |
| ---------- | ------------------------------------------------------------------------------------------------- | --- |
| 1          | ساشا - مافويو - تومو - تيريزا                                                                     | مقابلة ساشا لمافويو وتومو - قتال ساشا ضد المقنع - انتقال ساشا إلى الأكاديمية                                                     |
| 2          | ساشا - مافويو - تيريزا - تومو - أيانا                                                             | قتال ساشا وتيريزا ومافويو ضد أيانا - إنقاذ تومو من أيانا                                                                         |
| 3          | ساشا - مافويو - تيريزا - تومو - ميوري - هانا - كاتيا                                              | مقابلة ميوري وهانا لكاتيا للمرة الأولى -                                                                                         |
| 4          | ساشا - مافويو - تيريزا - تومو - كاتيا - هانا                                                      | اختطاف جماعة لتومو وتيريزا وتصويرهم - قتال ساشا ضد الروبوت ماما                                                                  |
| 5          | ساشا - مافويو - تيريزا - تومو - كروا - فوول                                                       | قتال ساشا وتيريزا ومافويو ضد كروا - ظهور فوول مع كروا                                                                            |
| 6          | ساشا - مافويو - تيريزا - كاتيا - هانا - ميوري - تومو - يوري                                       | اقتحام جماعة مسلحة متحف ميوري وقتل الحراس وإجبار ميوري على التعري                                                                |
| 7          | ساشا - مافويو - تيريزا - تومو - أوتوري - ليزي - ميوري - فوول                                      | مساعدة أوتوري ليزي لمافويو - قتال ليزي ضد الأصلعين - مقابلة أوتوري مع فوول                                                       |
| 8          | ساشا - مافويو - تيريزا - تومو - ليزي - أوتوري - أوي - يوو - كاتيا - هانا                          | أوتوري يصبح أستاذ - انتقال ليزي إلى الأكايمية - قتال يوو ضد تيريزا - إنقاذ هانا لكاتيا - مقابلة فوول مع يوو - مقابلة ساشا مع أوي |
| 9          | ساشا - أوي - مافويو - تومو                                                                        | أوي تصبح شريرا قتال ساشا ضد أوي                                                                                                  |
| 10         | تومو - جوش                                                                                        | مقابلة تومو مع جوش |
| 10.5       | ايكاترينا - مافويو - تومو - لولو - ميزاكي                                                         | |
| 11         | ساشا - مافويو - إيفا سيلفر - فوميكا                                                               | ظهور إيفا سيلفر كمعلمة |
| 12         | ساشا - تيريزا - مافويو - إيفا سيلفر                                                               | قتال ساشا ضد إيفا سيلفر |
| 13         | ساشا - مافويو - تيريزا - تومو - كاتيا - فوميكا - هانا - نيكوما - يوري - أوتوري - يورادا           | ذهاب ساشا ومافويو وتيريزا وتومو وكاتيا وفوميكا وهانا ونيكوما ويورادا إلى الينابيع الحارة                                         |
| 14         | ساشا - مافويو - تيريزا - تومو - كاتيا - ميوري- هانا                                               | ميوري تصبح بطلة خارقة واسمها ليلي كامن                                                                                           |
| 15         | ساشا - مافويو - تيريزا - تومو - أوتوري - ليزي- موينو- جاكال                                       | استقبال موينو لساشا وليزي - اختطاف أوتوري لتومو - قتال ساشا ضد جاكال                                                             |
| 16         | ساشا - مافويو - تيريزا - ليزي - فوول - الذهبي - أوتوري                                            | لقاء فوول مع أوتوري - قتال ساشا مع ليزي - سيطرة الذهبي على تومو                                                                  |
| 17         | ساشا - مافويو - تيريزا - ليزي - فوول - الذهبي - أوتوري                                            | قتال أوتوري ضد ساشا - أخذ فوول لتومو من مافويو                                                                                   |
| 18         | ساشا - مافويو - تاسكي - نيتا - متسومي                                                             | ظهور المعلم نيتا - ظهور تاسكي ومتسومي                                                                                            |
| 19         | جورج - جيتا - وان شين - ميلك - نيتا - ساشا - تاسكي - متسومي - مافويو - تومو - جوش - استارت - يوري | ظهور تومو مع جماعة البارعون |
| 20         | ساشا - مافويو - ميوري - هانا - كاتيا - نيتا - الذهبي - ليزي                                       | تحول ليزي إلى وحش - قتال ساشا ضد الوحش ليزي                                                                                      |
| 21         | مافويو - ساشا - نيتا - هانا - كاتيا - تاسكي - متسومي - جيتا - ميلك                                | اختطاف نيتا لمافويو - قتال تاسكي ومتسومي ضد ميلك وجيتا - خيانة كاتيا لساشا ومافويو                                               |
| 22         | ساشا - مافويو - نيتا - جورج - ليزي - تاسكي - متسومي - تيريزا - فوول - الذهبي                      | تحول نيتا وجورج إلى صقر ذو رأسين - القتال ضد الصقر ذو الرأسين                                                                    |
| 23         | ساشا - مافويو - تيريزا - هانا - كاتيا - تومو - الذهبي - فوول                                      | قضاء ساشا ومافويو على الذهبي - انسحاب فوول                                                                                       |
| 24         | ساشا - تومو - ميوري - مافويو - ليزي - هانا - كاتيا - تيريزا                                       | قبلة مافويو لساشا |

## حلقات خاصة OVA
حلقات خاصة تقدمها ايكاترينا للمشاهدين، وتظهر معها بعض الشخصيات.

## خصائص الأنمي
من عيوب أنمي سيكون نو كويسر احتوائه على الكثير من المشاهد الجنسية لذلك هو أنمي مخصص للبالغين.

## وصلات خارجية
- سيكون نو كويسر على موقع ANN manga (الإنجليزية)

- الموقع الرسمي

المقدمة: http://www.youtube.com/watch?v=k3YM-DmB7vc